# St. Lambertus (Mettmann)

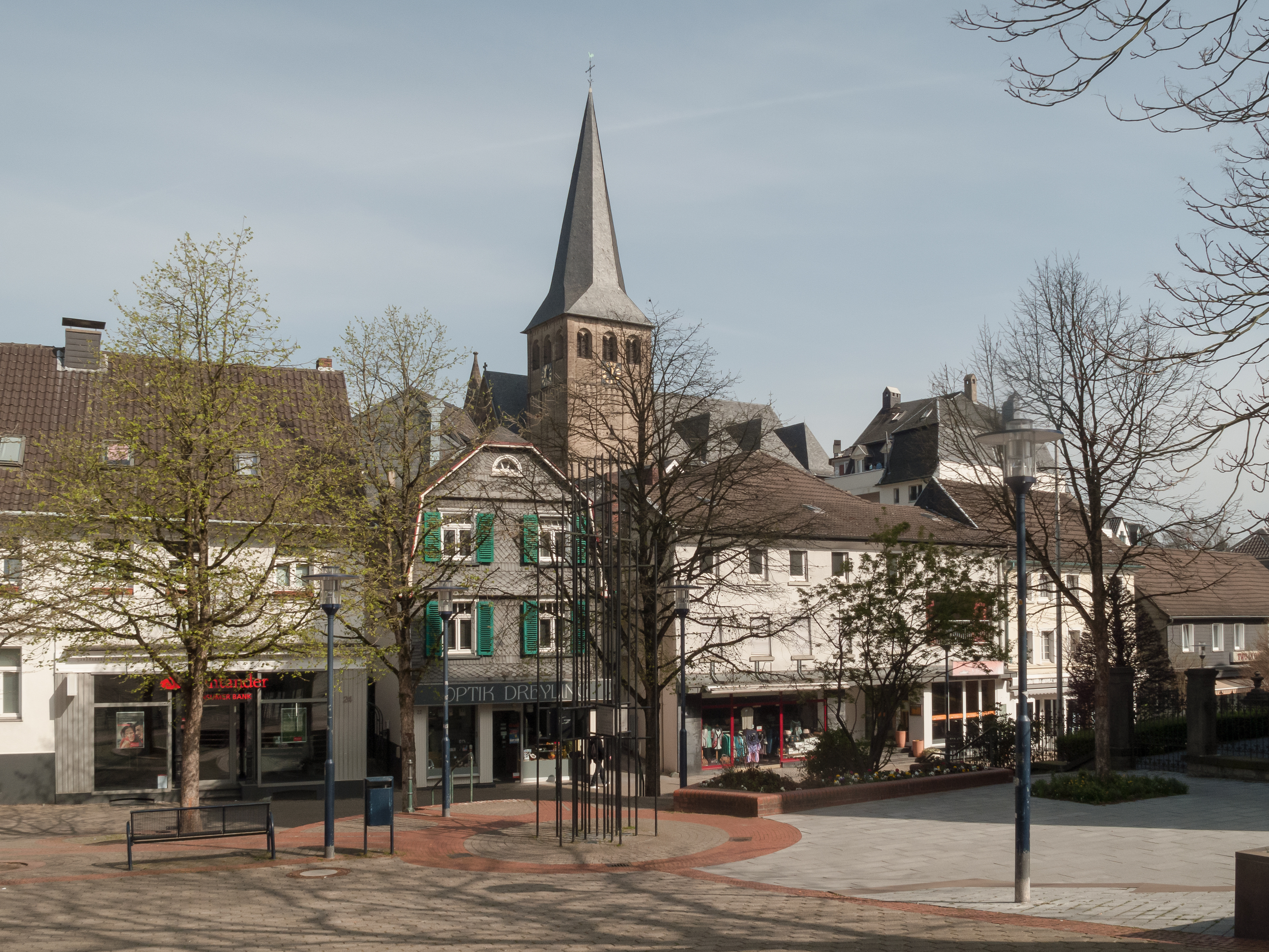
St. Lambertus, Mettmann

St. Lambertus ist eine katholische Kirche in Mettmann, Nordrhein-Westfalen.

## Bauwerk

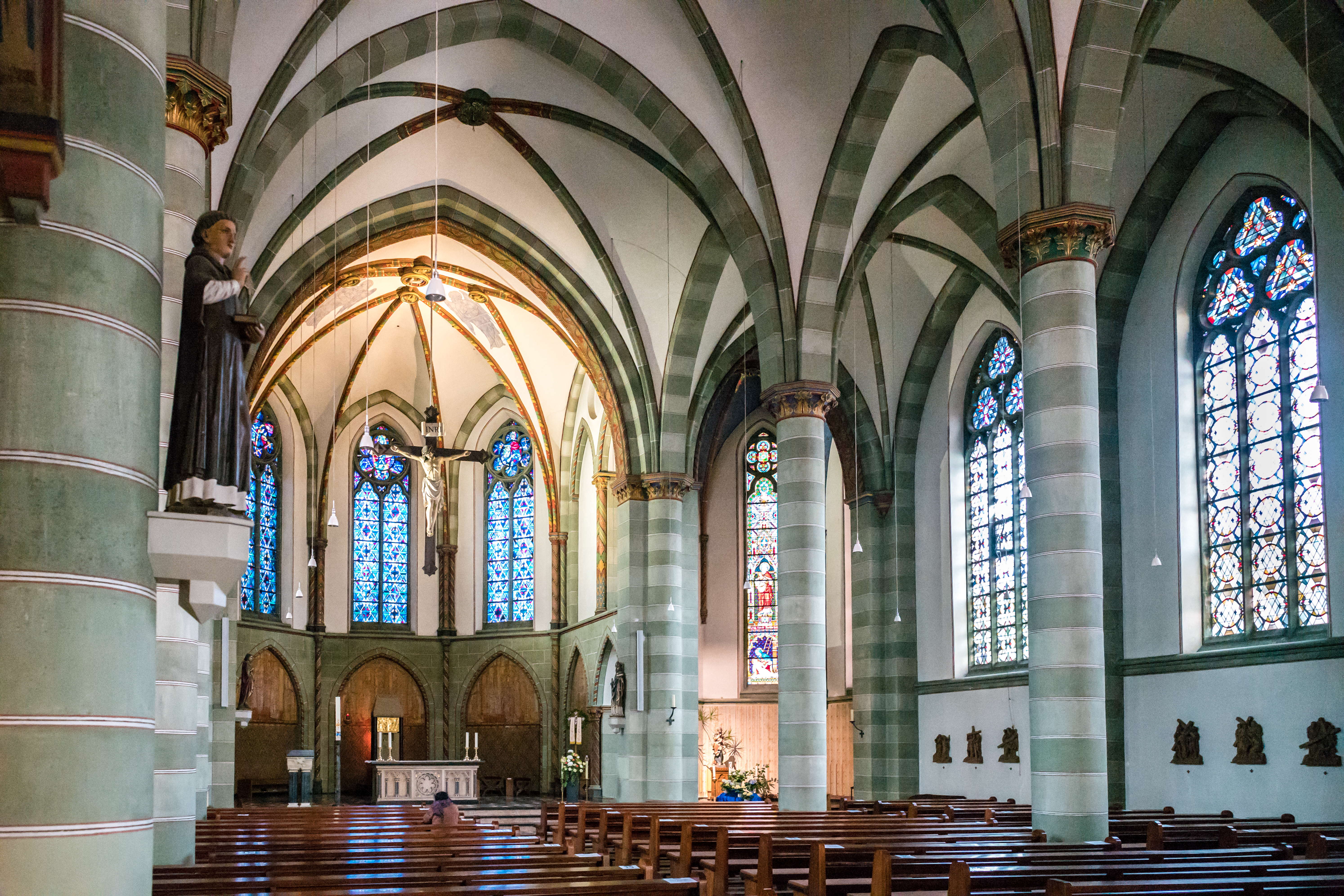
St. Lambertus (Mettmann) – Innenansicht

Die Kirche wurde ab 1881 erbaut und 1883 eingeweiht. Von dem im 12. Jahrhundert errichteten Vorgängerbau, einer großen romanischen Kirche, existieren heute noch der Turm mit vier Glocken und das Taufbecken. Nach dem Zweiten Weltkrieg wurde die Kirche im Zuge einer Renovierung im Jahre 1956 nachhaltig verändert. Die neugotische Einrichtung wurde entfernt, die noch in Teilen vorhandene neugotische Bemalung wurde überstrichen.

## Orgel

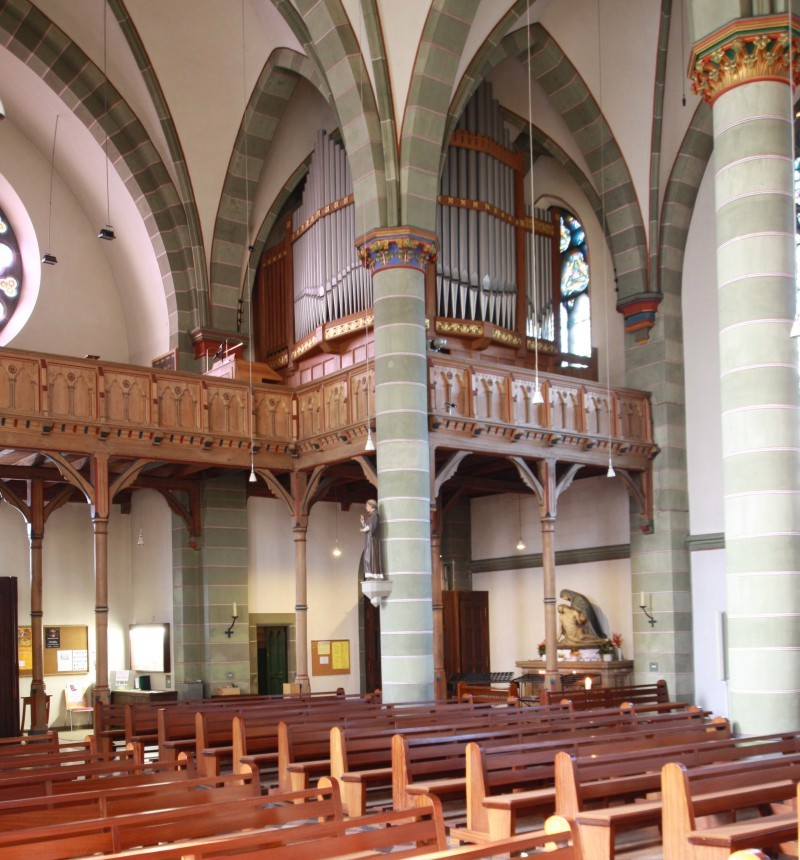
Blick auf die Orgel

Die Orgel geht zurück auf ein Instrument, das im Jahre 1912 von der Aachener „Orgelbau-Anstalt“ G. Stahlhut erbaut worden war. Das deutsch-romantisch disponierte und grundtönig gestimmte Instrument hatte 28 Register (1.760 Pfeifen) auf zwei Manualen und Pedal und pneumatische Trakturen.
Ab 1968 bis 1971 wurde das Instrument von dem Orgelbaumeister Lotar Hintz (Heusweiler/Saar) umfassend überarbeitet und dabei auch klanglich stark verändert. Die Orgel erhielt einen neuen elektrischen fahrbaren Spieltisch und elektrische Trakturen. Ein Teil der Register wurde zu „moderneren“ Klangfarben umgebaut, die Disposition wurde um neue, helle Register ergänzt, andere Register wurden entfernt. Nachdem das Instrument bereits in den 1980er Jahren störanfällig wurde, wurde 1992 zunächst eine Neuanschaffung beschlossen. 1997 wurde der Freiburger Orgelbaumeister Hartwig Späth mit der Restaurierung und Erweiterung der Orgel beauftragt, unter Wahrung des Konzeptes des Ursprungsinstrumentes. Geplant war eine dreimanualige Orgel mit insgesamt 43 Registern, realisiert wurden aber zunächst nur 29 Register auf 2 Manualen und Pedal, wobei der Spieltisch aber bereits für die Erweiterung vorbereitet wurde. Im Jahre 2004 wurden weitere Stimmen eingebaut, und im Jahre 2011 ein schwellbares Echowerk ergänzt. Das Schleifladen-Instrument hat heute 43 Register auf drei Manualwerken und Pedal. Die Spieltrakturen sind mechanisch. Das Instrument verfügt über kein geschlossenes Gehäuse, vielmehr dient das Gewölbe als Umgrenzung.
| I Hauptwerk C–a3 |                  |       |     |
| 1.               | Bordun           | 16'   | (r) |
| 2.               | Principal        | 8'    | (r) |
| 3.               | Flûte harmonique | 8'    | (r) |
| 4.               | Fugara           | 8'    | (r) |
| 5.               | Gemshorn         | 8'    | (r) |
| 6.               | Gedact           | 8'    | (r) |
| 7.               | Octav            | 4'    | (r) |
| 8.               | Flûte traverse   | 4'    | (r) |
| 9.               | Sesquialter      | 2 ⁄3' | (r) |
| 10.              | Octave           | 2'    |     |
| 11.              | Mixtur III-IV    | 2'    | (r) |
| 12.              | Trompete         | 8'    | (r) |

| II Schwell-Positiv C–a3 |                 |     |     |
| 13.                     | Lieblich Gedact | 16' |     |
| 14.                     | Holzflöte       | 8'  | (s) |
| 15.                     | Salicional      | 8'  | (s) |
| 16.                     | Principal       | 4'  | (s) |
| 17.                     | Hohlflöte       | 4'  | (s) |
| 18.                     | Waldflöte       | 2'  | (s) |
| 19.                     | Carillon III    |     | (s) |
| 20.                     | Clarinette      | 8'  | (s) |
| 21.                     | Vox humana      | 8'  | (s) |
|                         | Tremolo         |     |     |

| III Schwellwerk C–a3 |                      |        |     |
| 22.                  | Geigenprincipal      | 8'     | (r) |
| 23.                  | Gambe                | 8'     | (r) |
| 24.                  | Quintatön            | 8'     | (r) |
| 25.                  | Gedact               | 8'     | (r) |
| 26.                  | Aeoline              | 8'     |     |
| 27.                  | Vox coelestis        | 8'     |     |
| 28.                  | Fugara               | 4'     |     |
| 29.                  | Rohrfloete           | 4'     | (r) |
| 30.                  | Nazard               | 2 ⁄3'  |     |
| 31.                  | Flageolet            | 2'     |     |
| 32.                  | Terz                 | 1 3⁄5' |     |
| 33.                  | Plein jeu V          | 2'     |     |
| 34.                  | Fagott               | 16'    |     |
| 35.                  | Trompette harmonique | 8'     |     |
| 36.                  | Oboe                 | 8'     | (r) |
| 37.                  | Clairon              | 4'     |     |
|                      | Tremolo              |        |     |

| Pedal C–f1 |            |     |     |
| 38.        | Contrabass | 16' | (r) |
| 39.        | Subbass    | 16' | (r) |
| 40.        | Octavbass  | 8'  | (r) |
| 41.        | Cello      | 8'  |     |
| 42.        | Choralbass | 4'  |     |
| 43.        | Posaune    | 16' | (r) |

- Koppeln: II/I, III/I, III/II, I/P, II/P, III/P; III/III (Suboktavkoppel), III/P (Superoktavkoppel)
- Spielhilfen: Druckpunktminderer, Handschnellzüge, elektronische 2x1024-fache Setzeranlage, Sequenzschalter, Walze.
- Anmerkungen:

(r) = restauriertes Register der Orgel von 1912
(s) = Register aus einem späteren Bauabschnitt

### Glocken
Mettmann hat folgendes Glockenensemble:
- Heilige-Familie-Glocke – c′+7 – Gottfried Dinckelmeyer – 1727 – 2.390 kg
- Annaglocke – d′+1 – Dederich van Coellen – 1550 – 1.530 kg
- Lambertusglocke – f′+8 – Johann Wael – 1429 – 910 kg
- Friedensglocke – g′+5 – Mabilon & Co.in Saarburg – 1995 – 630 kg
- Friedensglocke – a′+6 – Mabilon & Co.in Saarburg – 1995 – 470 kg
- Angelusglocke – cis″+8 – Gottfried Dinckelmeyer – 1727 – 225 kg